# Strigula rostrata
Strigula rostrata är en lavart som beskrevs av R. C. Harris & Aptroot. Strigula rostrata ingår i släktet Strigula och familjen Strigulaceae.   Inga underarter finns listade i Catalogue of Life.